# 反對逃犯條例修訂草案佔領行動一週年紀念活動
6.12一週年紀念活動，是於2020年6月12日在香港多區發生的反對逃犯條例修訂草案的示威活動，以紀念反修例運動發生一週年。晚上，警方在銅鑼灣和旺角等地多次驅散人群，拘捕43人，包括28男15女，涉嫌傷人、參與非法集結、參與未經批准集結、公眾地方行為不檢及藏有攻擊性武器等。其中立法會議員許智峯、區議員彭卓棋及李予信均在銅鑼灣被捕。

## 背景

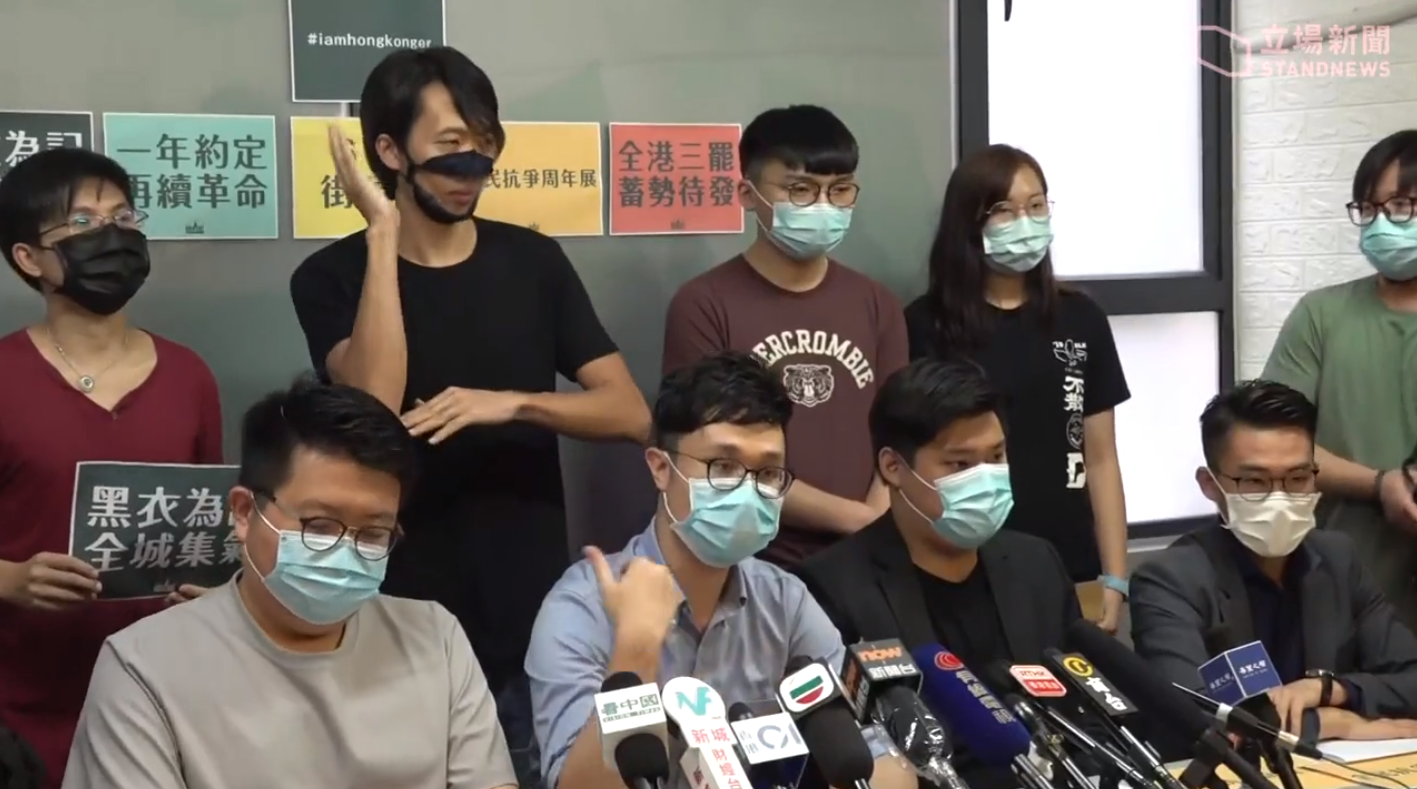
民間集會團隊6.12一周年活動記者會

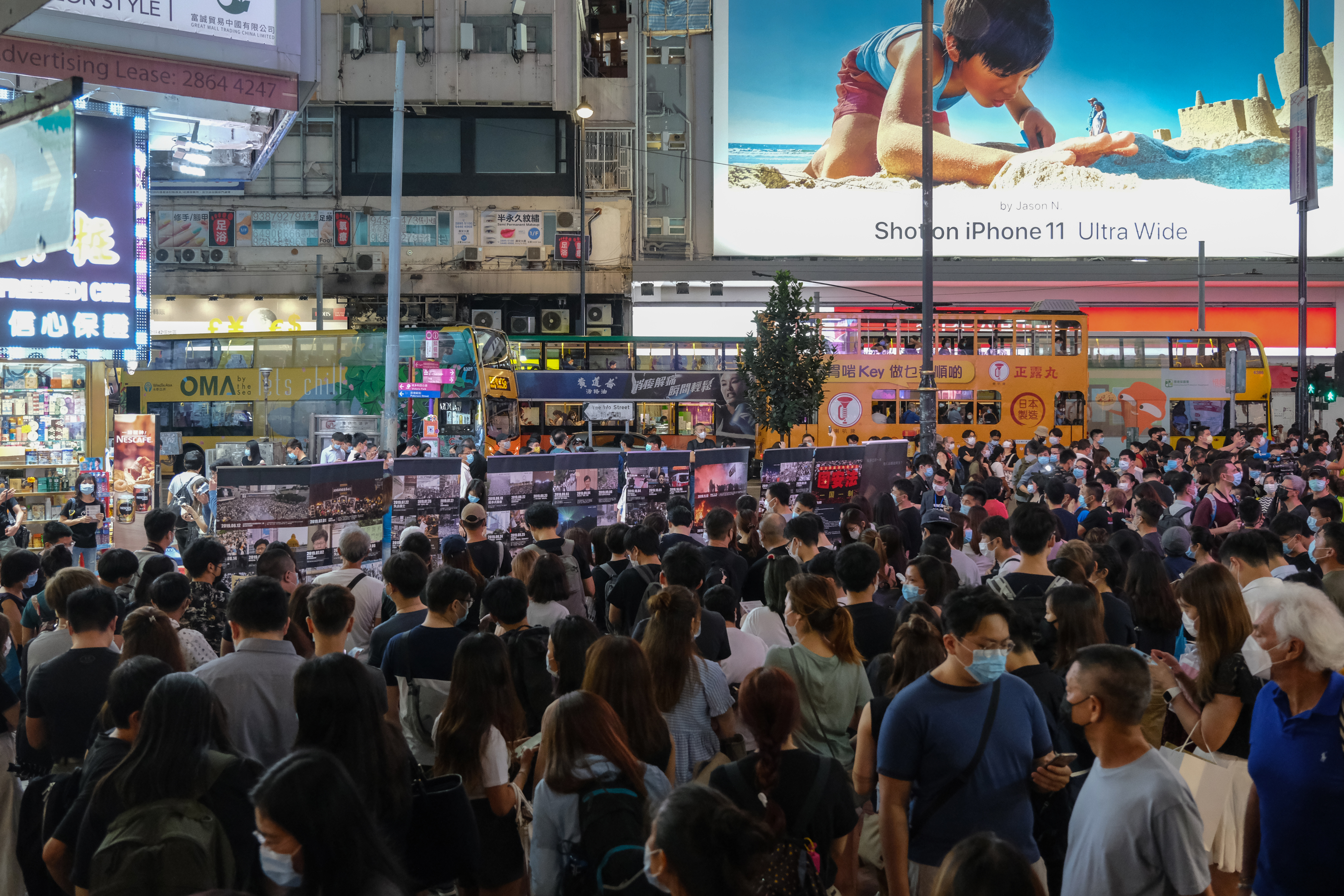
民間集會團隊用易拉架形式進行「全民抗爭周年展」，圖為銅鑼灣的情況

民間集會團隊原計劃當日會連同各區區議員、教牧和工會在添馬公園舉行集會，紀念抗爭一周年。不過警方以限聚令為由，已預告不會就集會發出不反對通知書，其後改為將集會延期至6月19日晚上7時於添馬公園舉辦。團隊原定也邀請基督教儲聖會姜嘉偉牧師於愛丁堡廣場舉辦宗教集會，獻唱聖詩。但團隊在獲知警察表明將重兵佈防中環一帶戒備的訊息後，民集聯同姜牧師宣佈「取消中環區的所有活動，香港人將散落全港各區紀念612，恥與警察為伍」。
6月12日最後改為在全港各區舉辦「全民抗爭周年展」，把2019年6月9日至今的活動製作成圖集，用易拉架形式進行展覽，並在當晚8時和全港市民合唱《願榮光歸香港》。

## 經過

### 銅鑼灣
晚上8時，數百人在崇光百貨外的東角道一帶高叫反修例運動和香港獨立相關口號，合唱《願榮光歸香港》，不少途人圍觀看「全民抗爭周年展」。到晚上8時15分，防暴警察開始驅散行動。大批警員在崇光百貨外的軒尼詩道舉起藍旗後，便迅速衝向金百利商場及世貿中心前的空地，將多人按倒在地制服。另一批警員衝到希慎廣場外，將一名男子押在地上制服。警員也在崇光百貨外截查至少20名市民。在驅散行動期間，有記者暈倒不適，經初步治理後，自行上救護車。
而民主黨立法會議員許智峯在東角道手持擴音器，呼籲警方冷靜。不過警員要沒收其揚聲器，之後大力扯他入封鎖線進行搜查，並表示「議員唔係上菜，夠膽就打我」。截查期間警員更暴力屈他的手腕及扭其手肘。許其後一度獲得放行，向在場記者講述事發經過期間，防暴警員大聲喝令要求記者熄機，同時要查記者身分證。警員立即將許雙手上索帶拘捕。其後在facebook專頁表示因手部受傷，由灣仔警署送往瑪麗醫院治理。
到晚上9時27分，防暴警在銅鑼灣東角道舉起藍旗。而早前金百利商場有頭部受傷的市民被送上救護車，身上掛有嘔吐袋。現場逗留的市民大罵警察打人。到晚上近10時，市民再次在崇光百貨外聚集，唱歌及叫口號，警方再舉藍旗警告，防線推到記利佐治街和告士打道天橋交界，期間在港鐵銅鑼灣站E出口拘捕最少一人，並向站內的人士施放胡椒噴劑，區議員梁柏堅及多名市民被噴中。市民在記利佐治街及百德新街交界與警方對峙，警方其後再度推進驅散。到深夜11時，警員在百德新街和怡和街一帶截查多名市民和記者，全部人獲得放行。

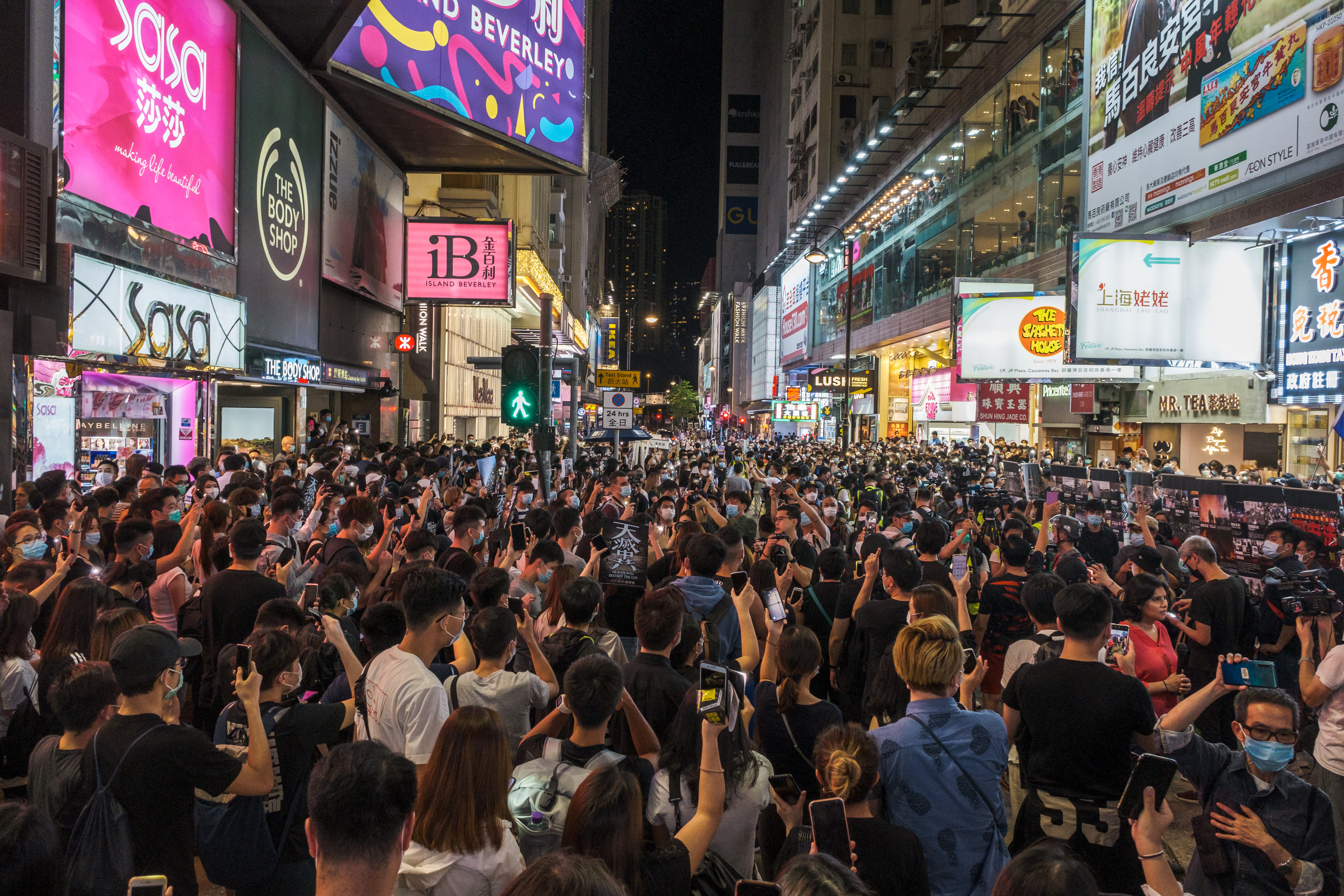
記利佐治街聚集的人群
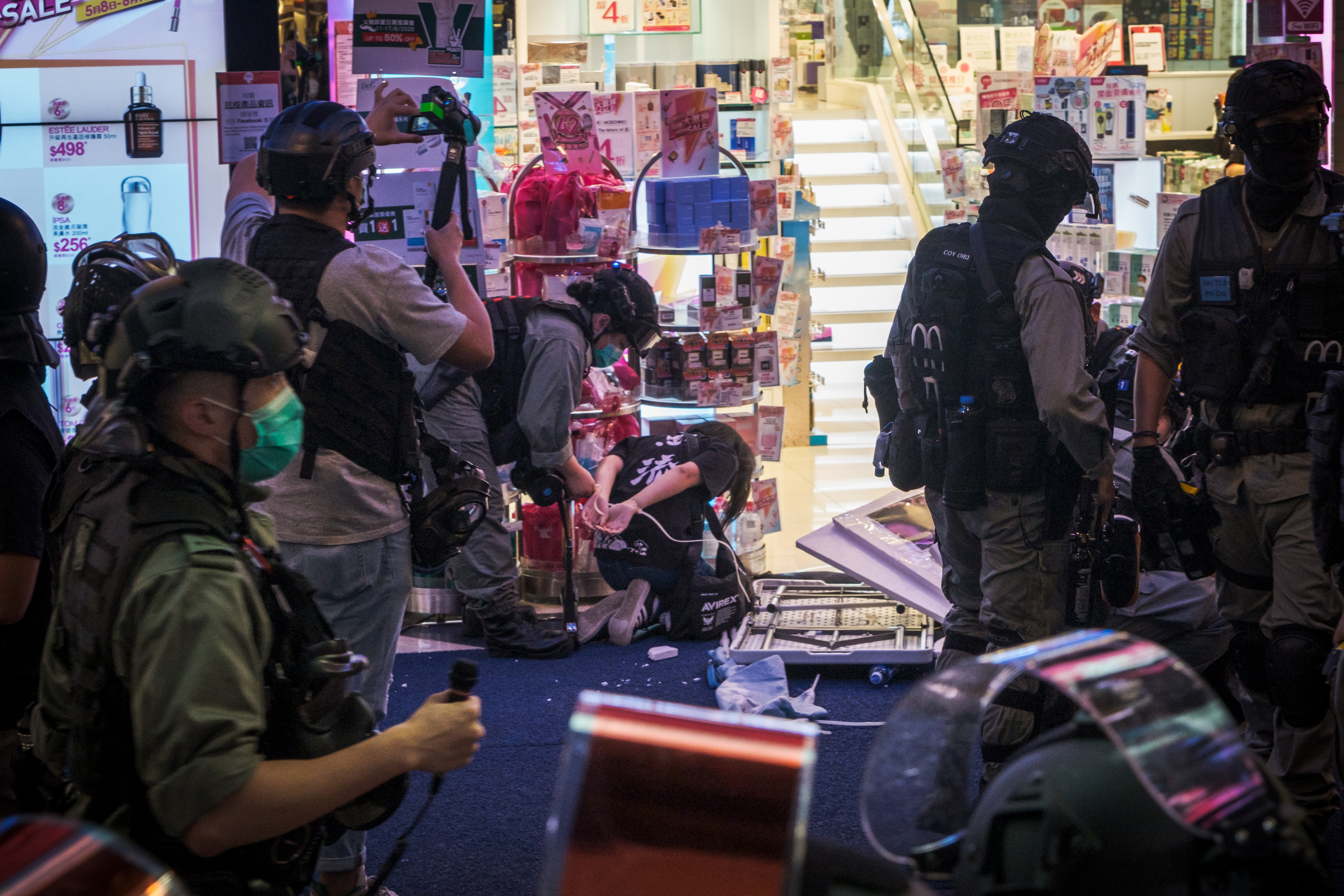
警員迅速衝向金百利商場，將一名少女按倒在地制服。商店門面的物件也被推倒
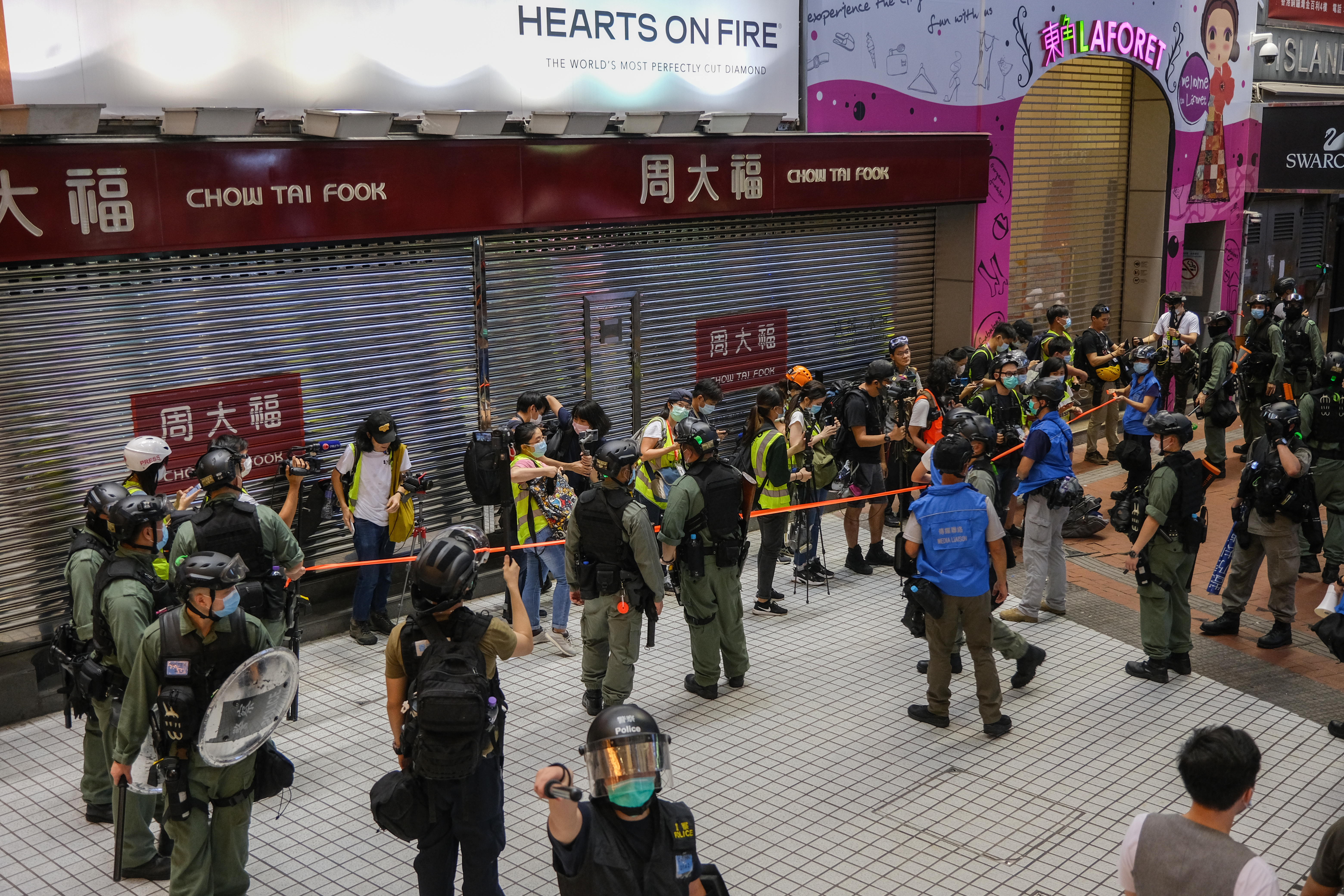
東角道一帶多名記者被截查
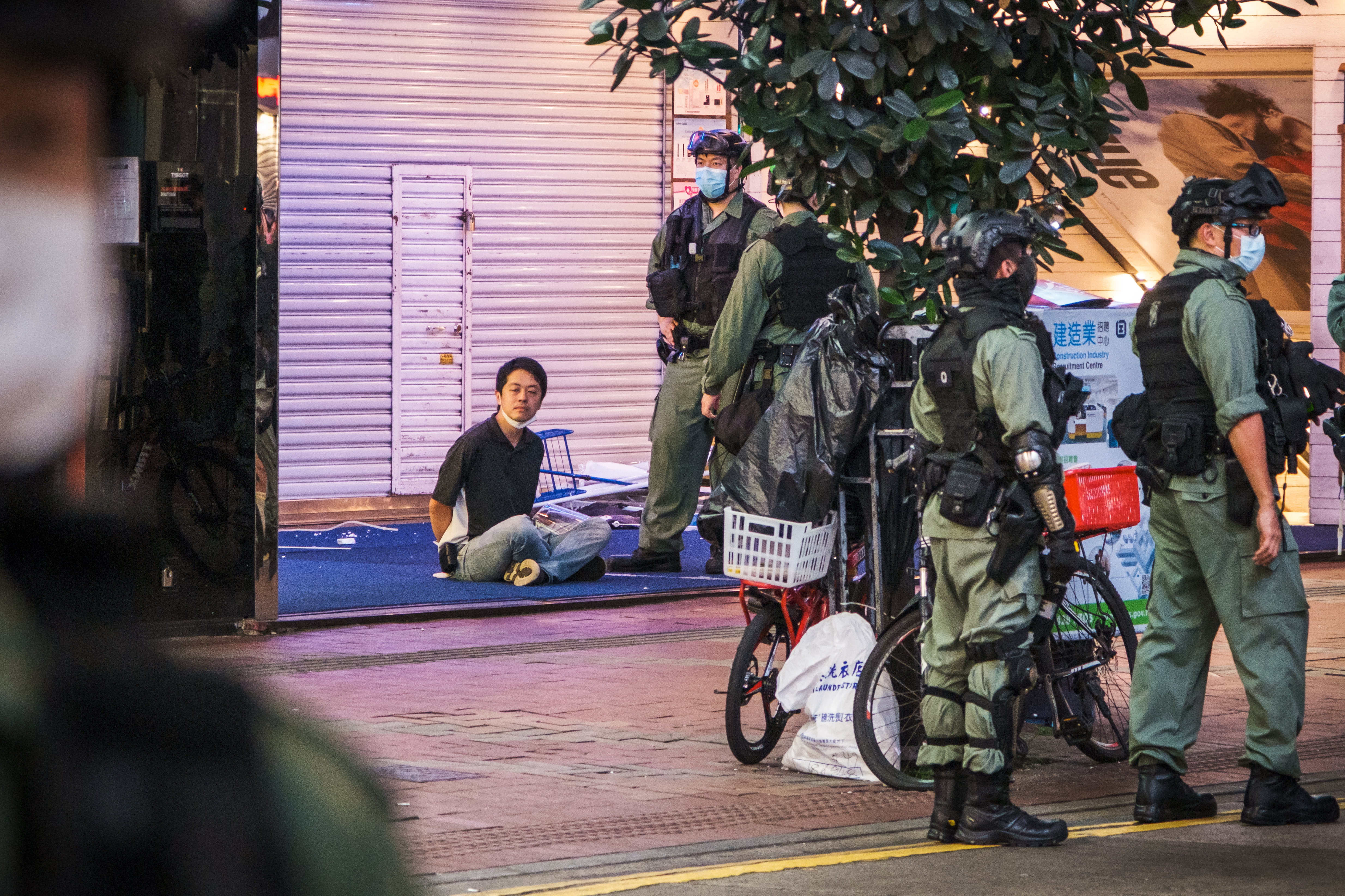
立法會議員許智峯雙手上索帶拘捕
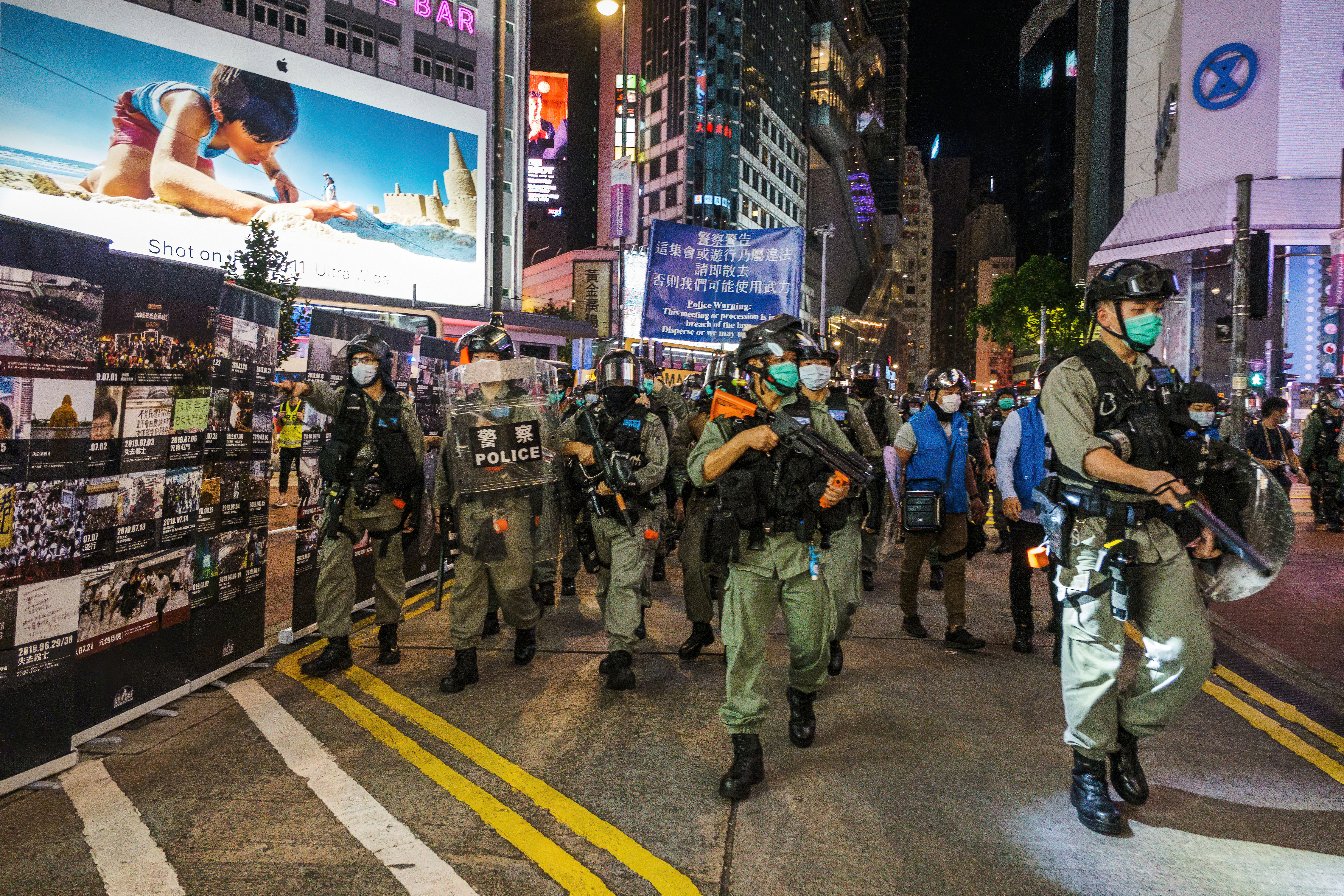
晚上10時，警方在崇光百貨外舉起藍旗
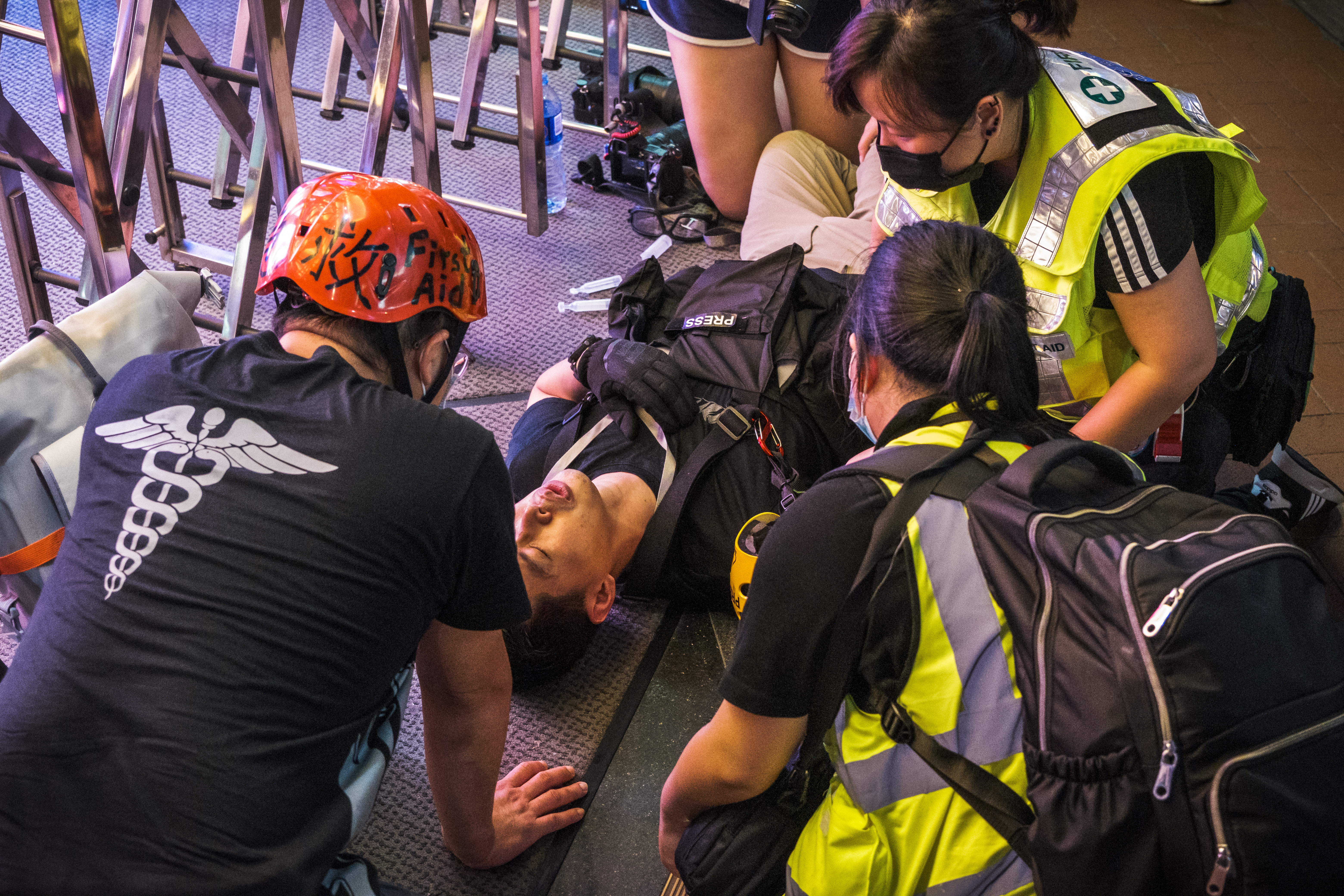
在驅散行動期間，有記者暈倒不適

### 旺角

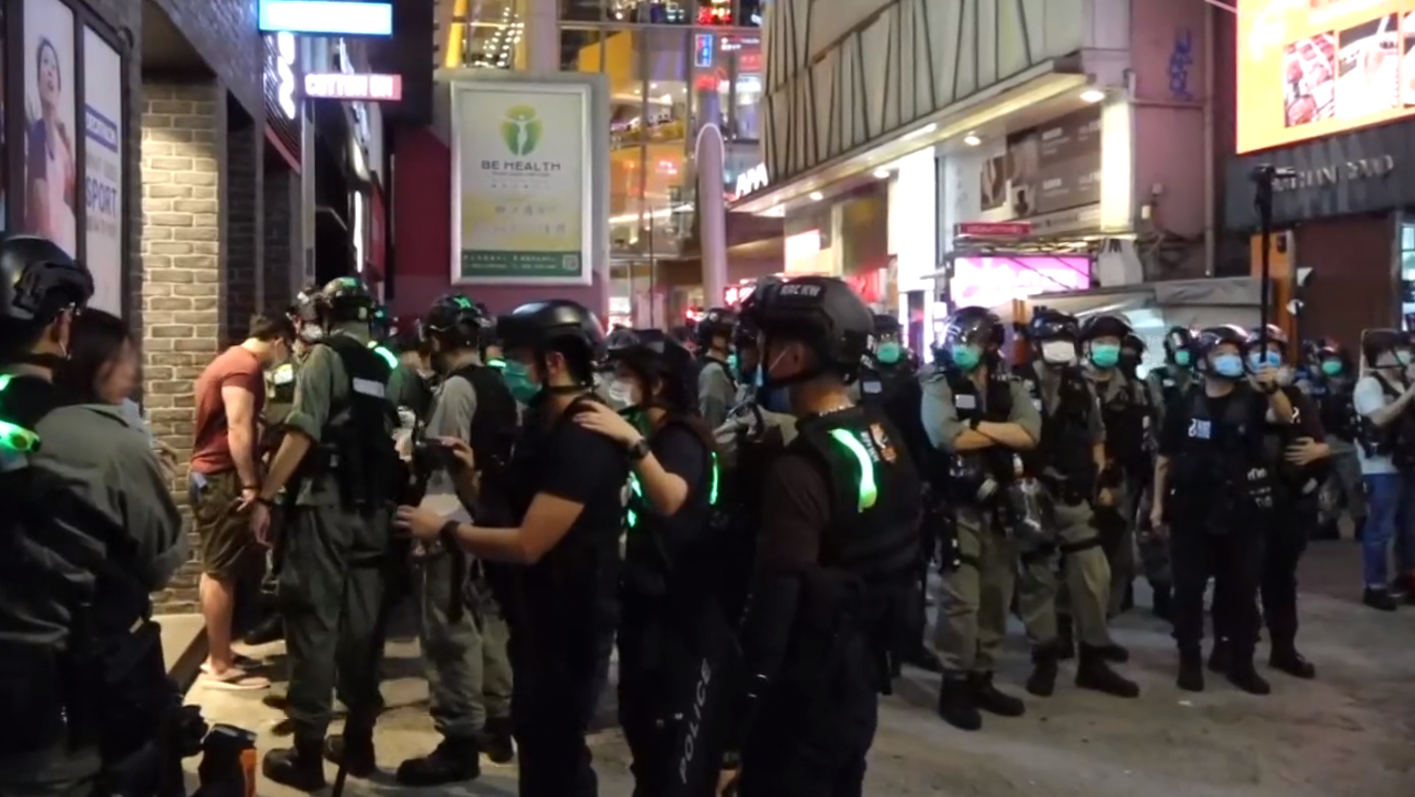
晚上8時，大批市民在旺角雅蘭中心外合唱《願榮光歸香港》期間，大批防暴警察突然包圍聚集的市民。警方在截查市民期間，要求大部分人拉開口罩，對錄影鏡頭講出全名及身分證號碼

晚上8時，大批市民在旺角雅蘭中心外合唱《願榮光歸香港》，不過還未完成合唱，大批防暴警察突然衝向聚集的市民，舉起藍旗並制服部分人，多名逗留的市民被截查。其後有市民砵蘭街一帶逗留，警方隨即從亞皆老街到場並舉起藍旗，之後一度拉起封鎖線封鎖整條砵蘭街，警員離開後人群再次聚集。晚上近11時，大批防暴警察第二度快速向砵蘭街推進，之後近100名市民，包括記者和義務急救員等被逐一截查，並封鎖整條砵蘭街。而警方要求記者到約200米外範圍外進行拍攝。警方在截查市民期間，要求大部分人拉開口罩，對錄影鏡頭講出全名及身分證號碼。

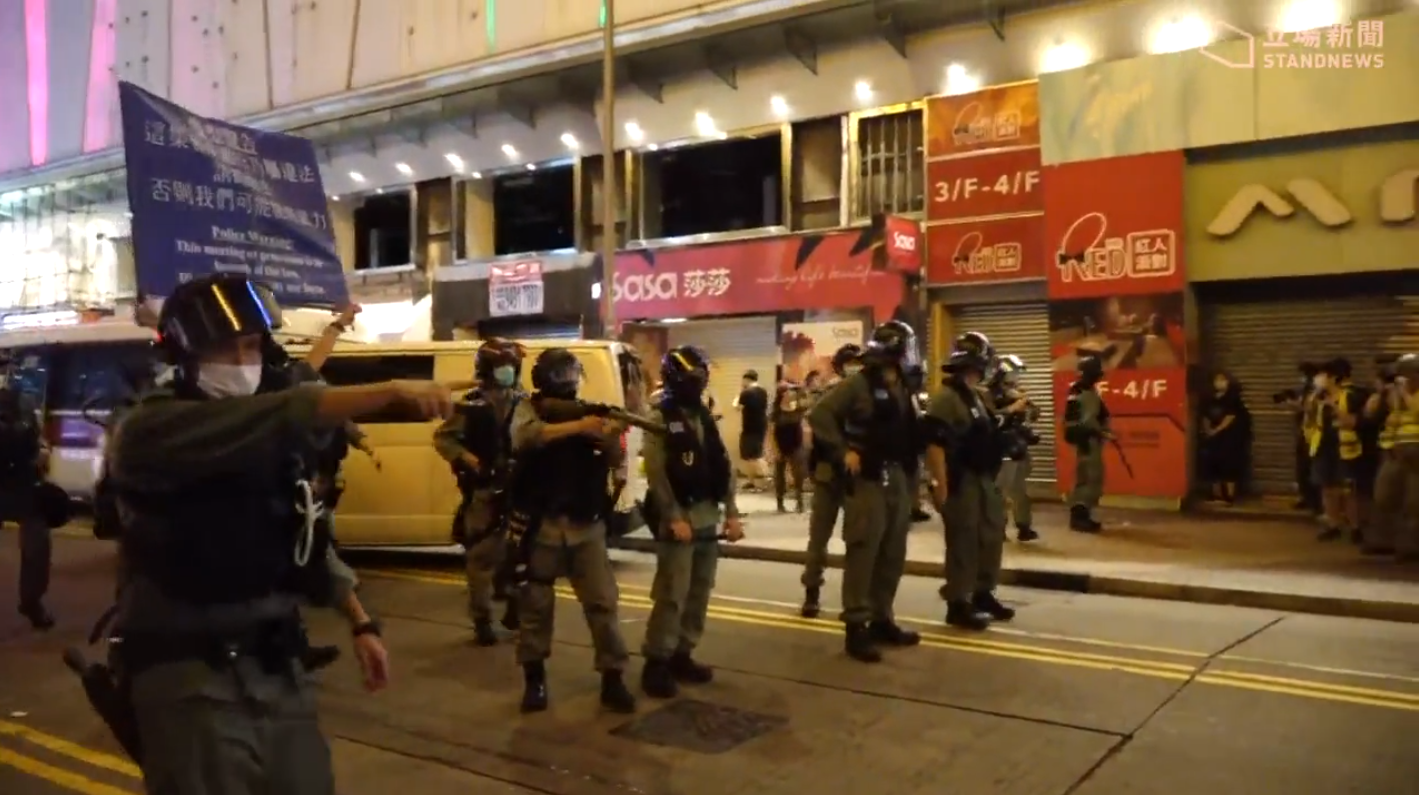
防暴警察在砵蘭街舉起藍旗，有警員更舉槍
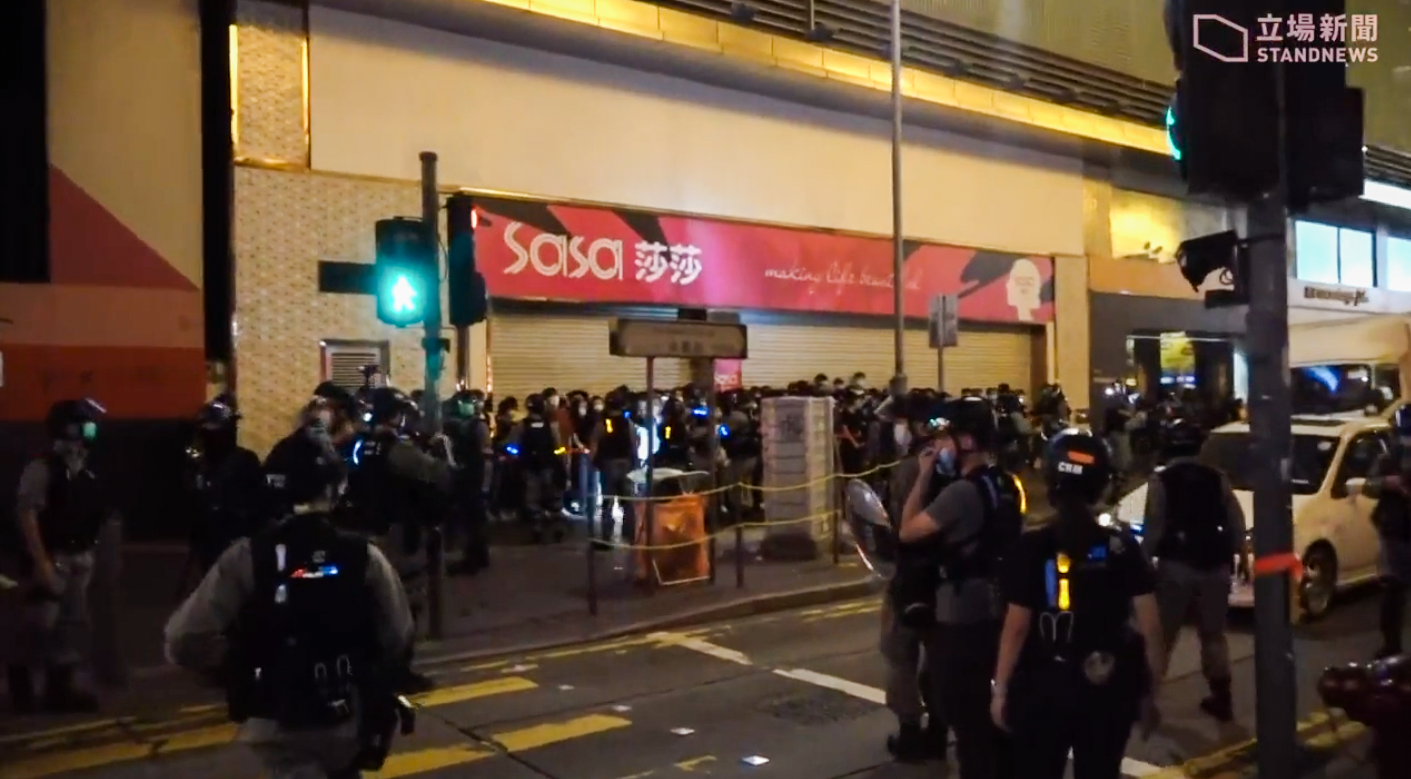
晚上近11時，近100名市民等候逐一截查
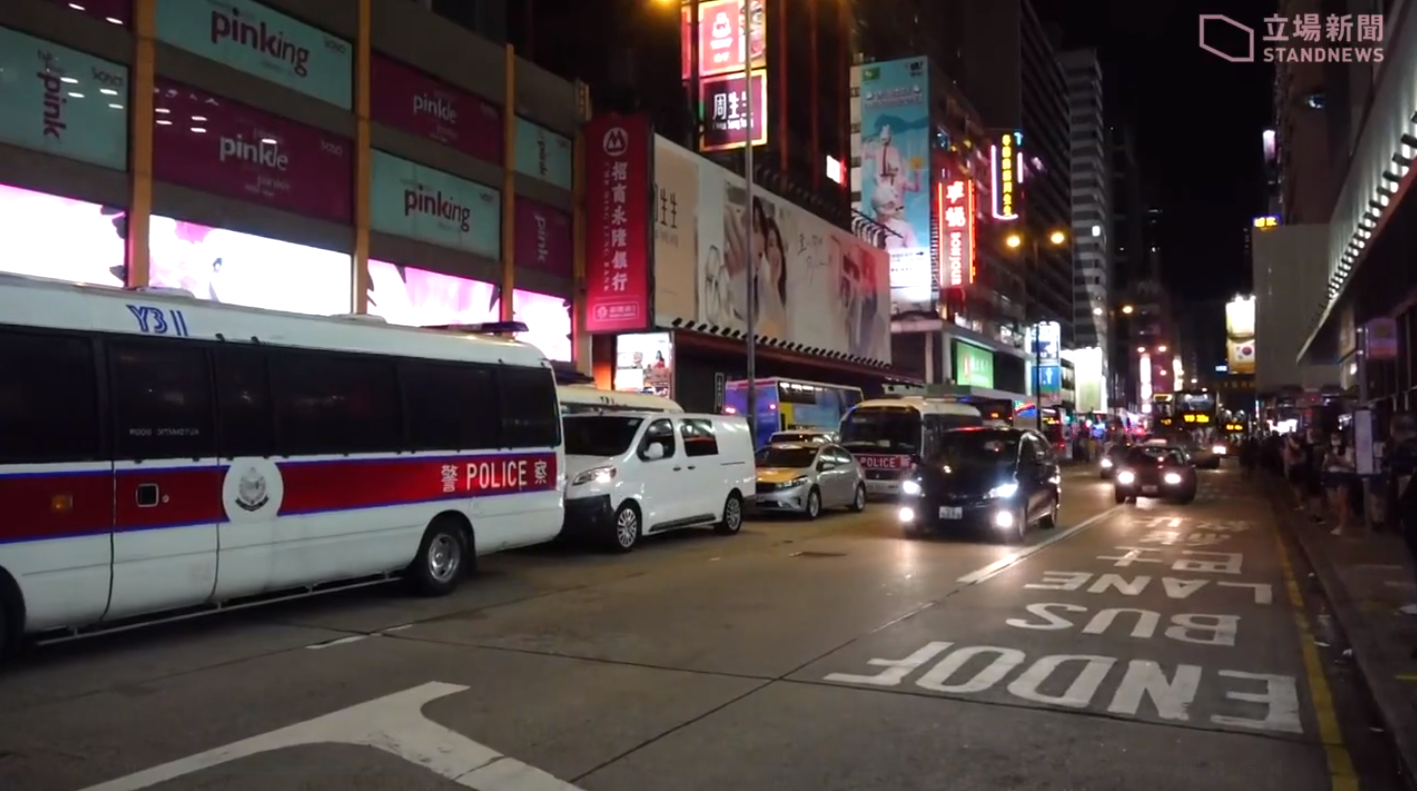
彌敦道有多部警車戒備
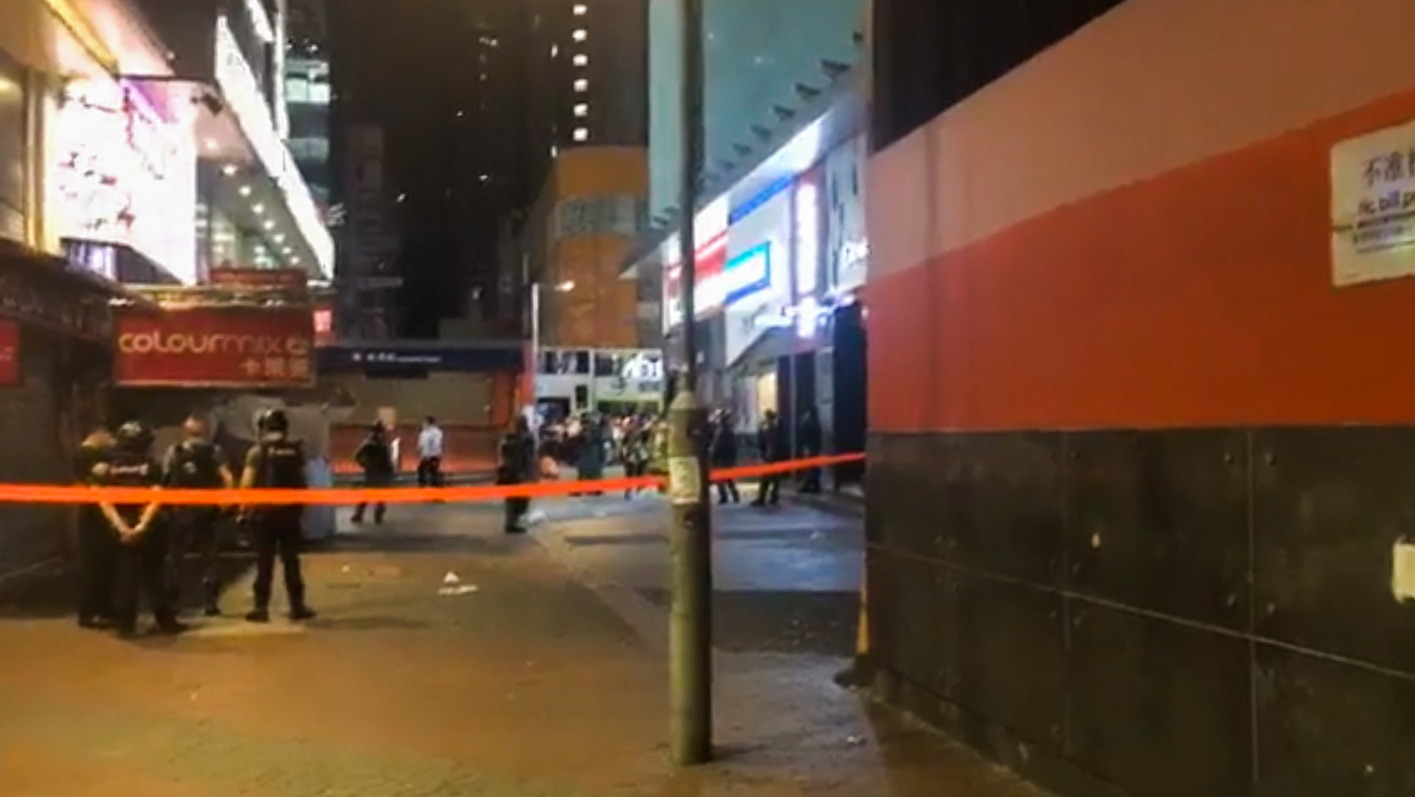
警方封鎖往旺角站和彌敦道的通道
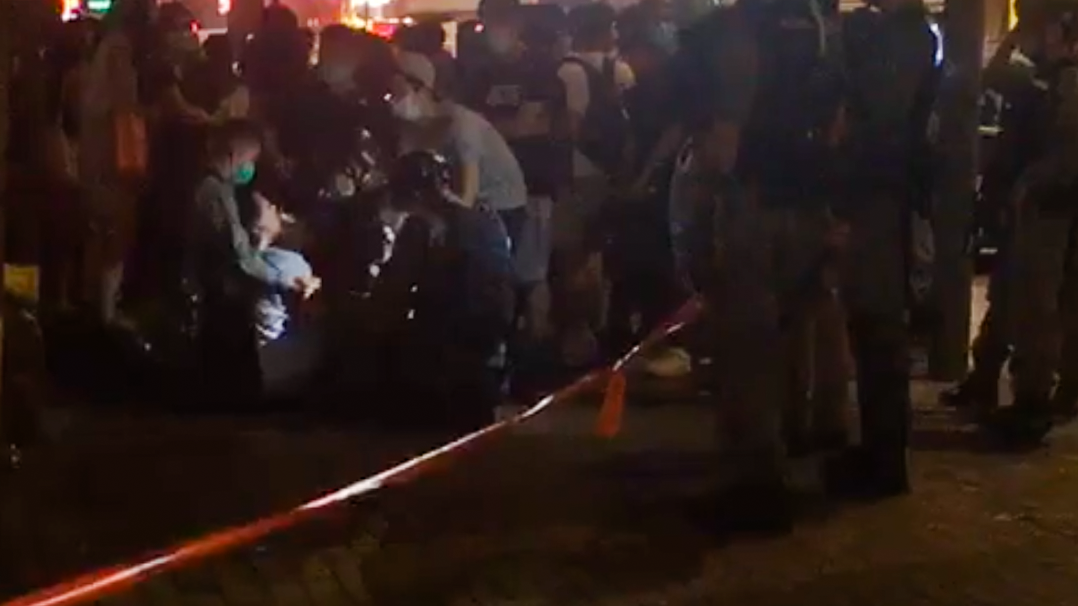
有被制服的市民感到不適
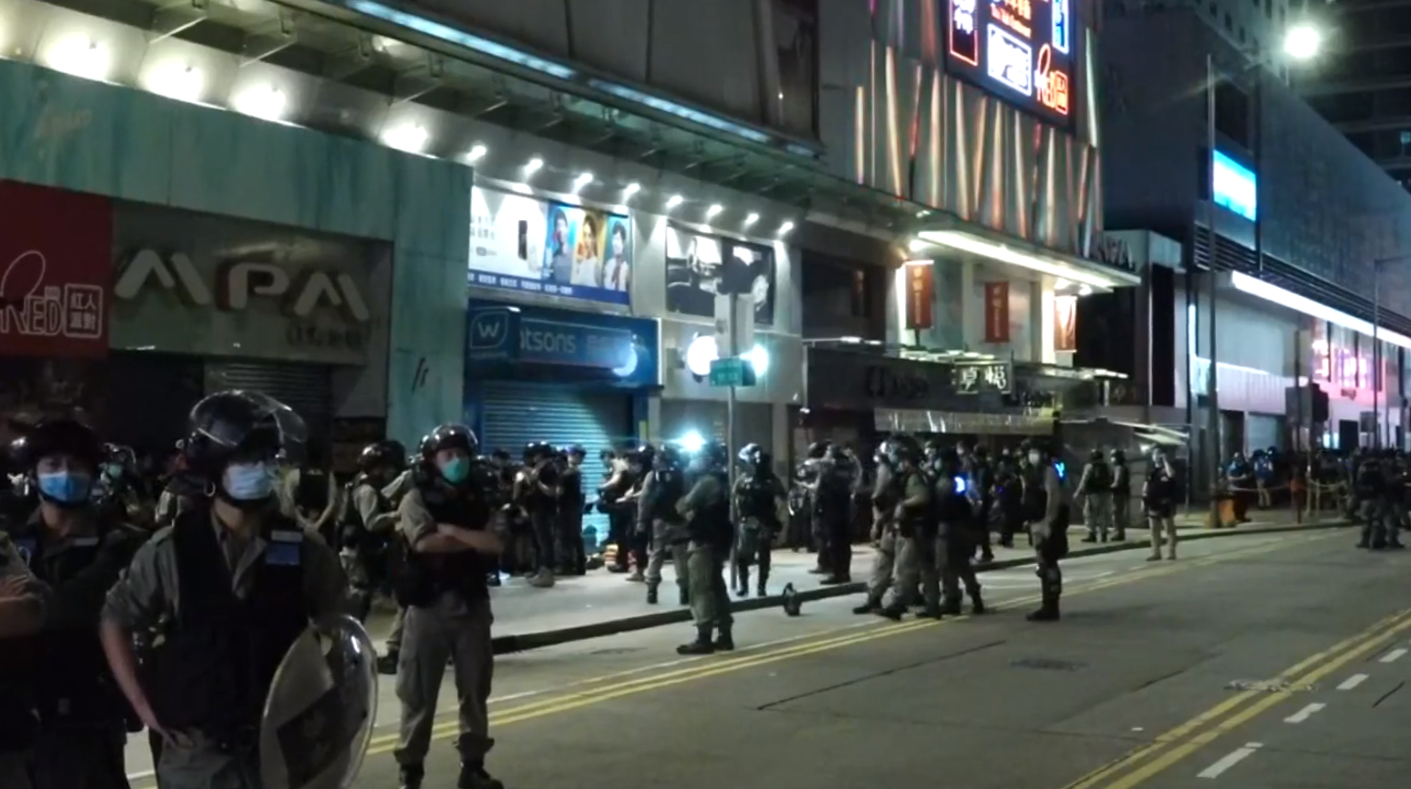
警方封鎖整條砵蘭街，大批市民等候截查
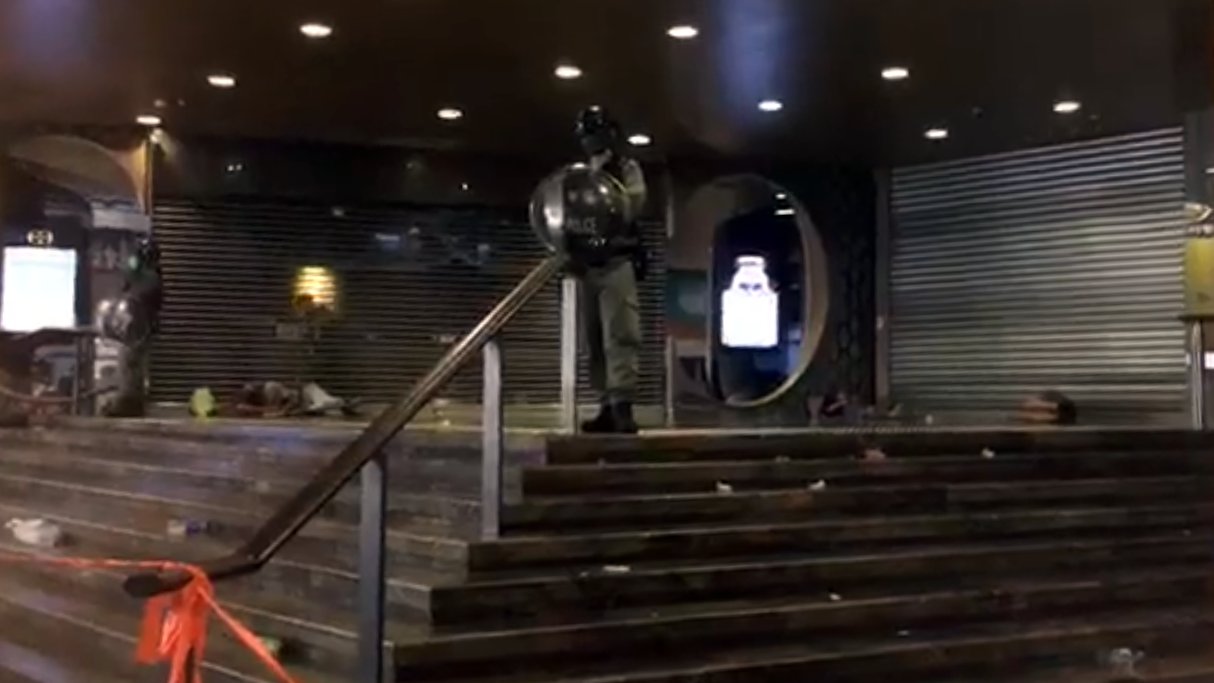
朗豪坊對出留下不少垃圾和示威者物品

### 尖沙咀
「香港酒店工會」在尖沙咀站B1出口設工投街站，呼籲市民加入自己行業的工會和在6月20日公投全港罷工活動。到晚上8時左右，近百名市民在尖沙嘴站B1出口聚集，並同唱《願榮光》，但防暴警員隨即舉藍旗驅趕在場人士，「香港酒店工會」有人被搜查約30分鐘，之後獲得放行。

### 沙田

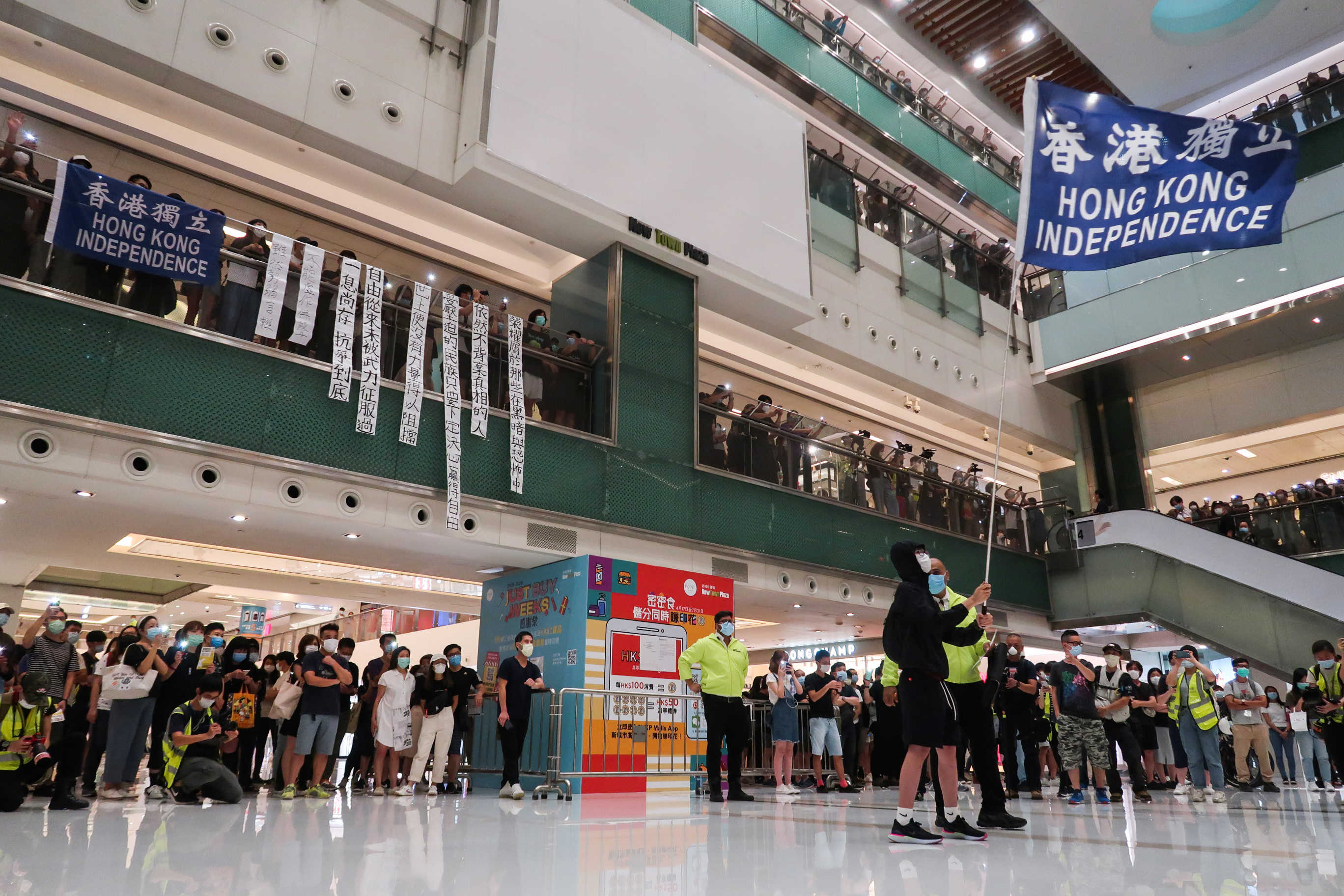
有人在中庭揮動「香港獨立」旗幟，中庭也擺放市民自制的宣傳品

晚上7時起，新城市廣場一期3樓中庭有人擺放社區展覽的易拉架，數百人在各樓層向中庭叫口號，並亮起手機燈唱反修例歌曲和揮動「香港獨立」旗幟。南亞裔保安向區議員派發近十封警告信。大多人群在晚上10時，主辦方收起展覽易拉架後散去，防暴警察在外圍進行截查。到晚上10時40分，有人在商場指罵疑似便衣警員，近50名防暴警察突然衝入商場，有數人被截查，沒有人被捕。不過到晚上近11時，兩名中五女學生在沙田大會堂百步梯外截查後被捕，被控刑事損壞罪，涉嫌塗鴉新城市廣場的扶手電梯。裁判官應辯方要求，押後案件至8月10日，但不必禁足。2020年10月19日，署理主任裁判官溫紹明下令被告向商場賠償4,500元清潔費，案件押後至11月19日判刑，其間被告獲准保釋。

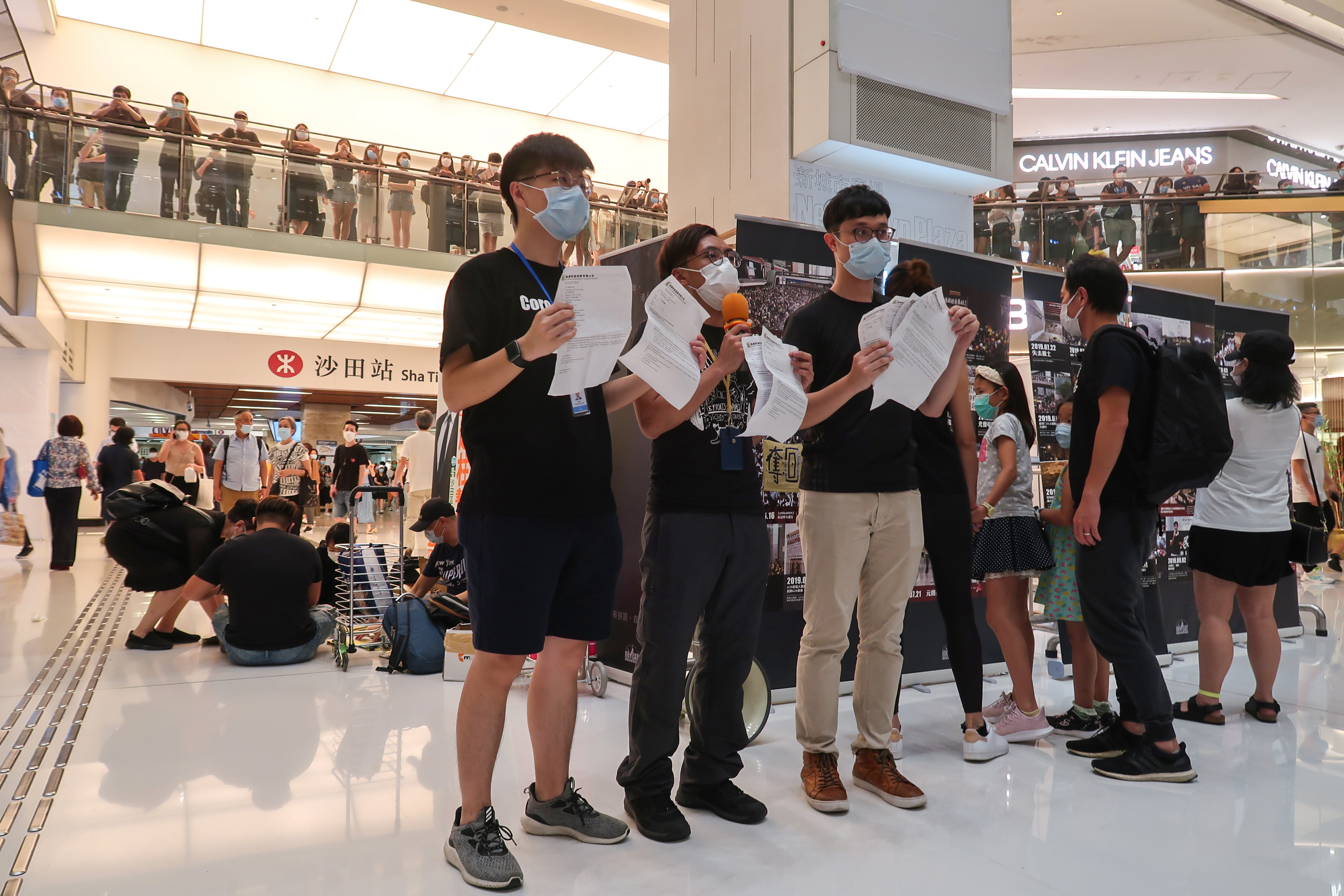
區議員和劉頴匡向市民展示新城市廣場發出的警告信。
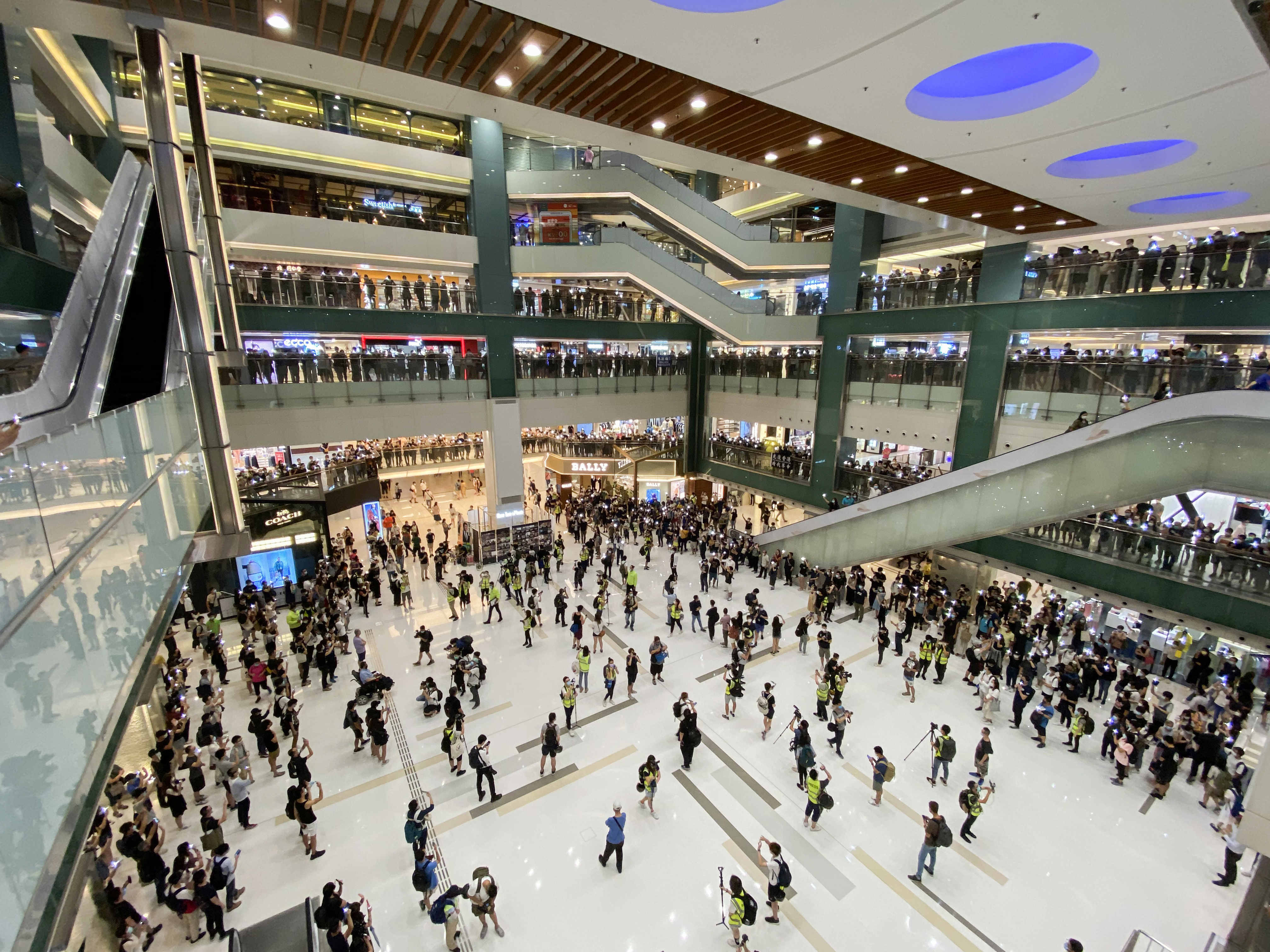
數百人在各樓層向叫口號，並亮起手機燈唱反修例歌曲
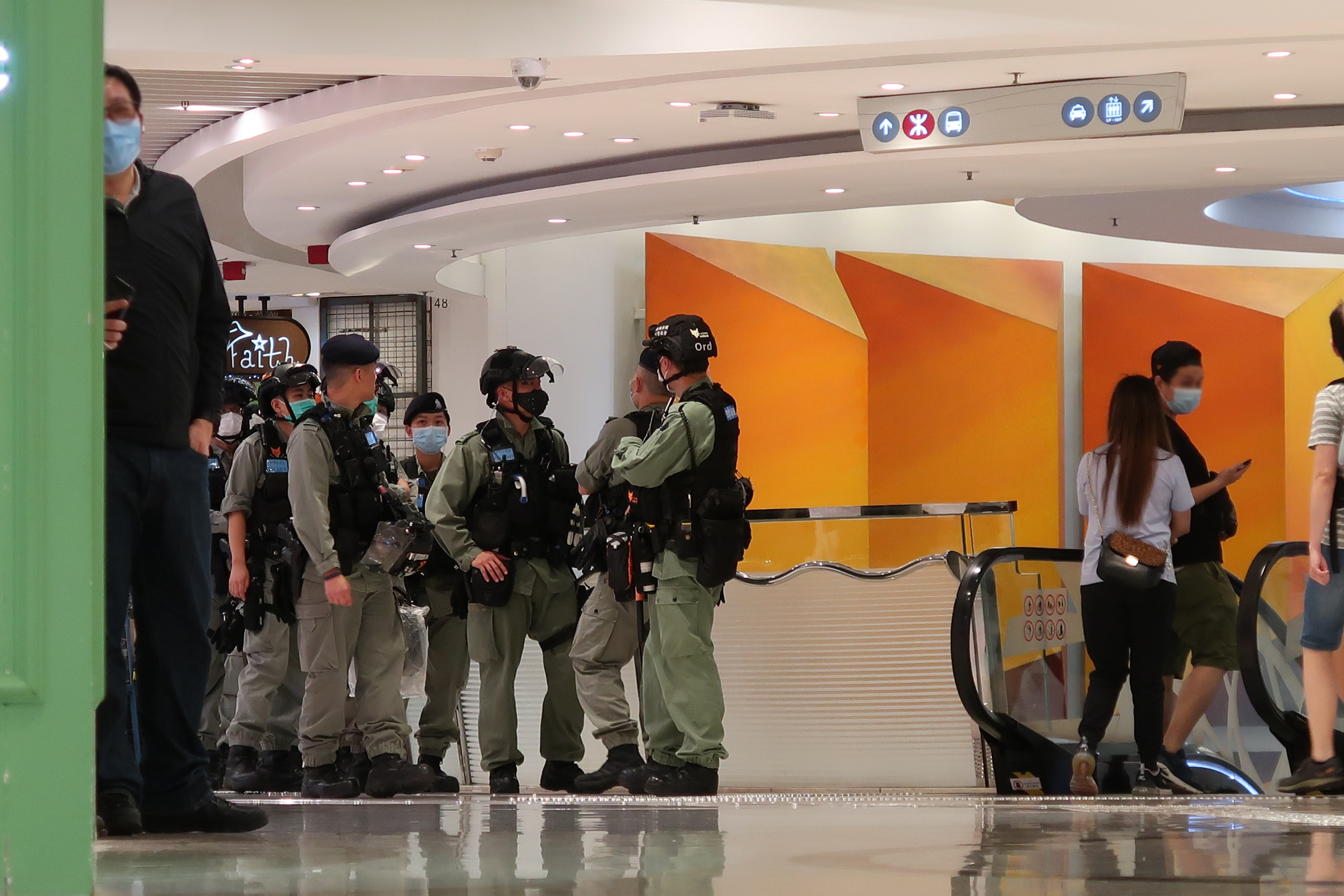
晚上8時40分，防暴警員在連城廣場內戒備
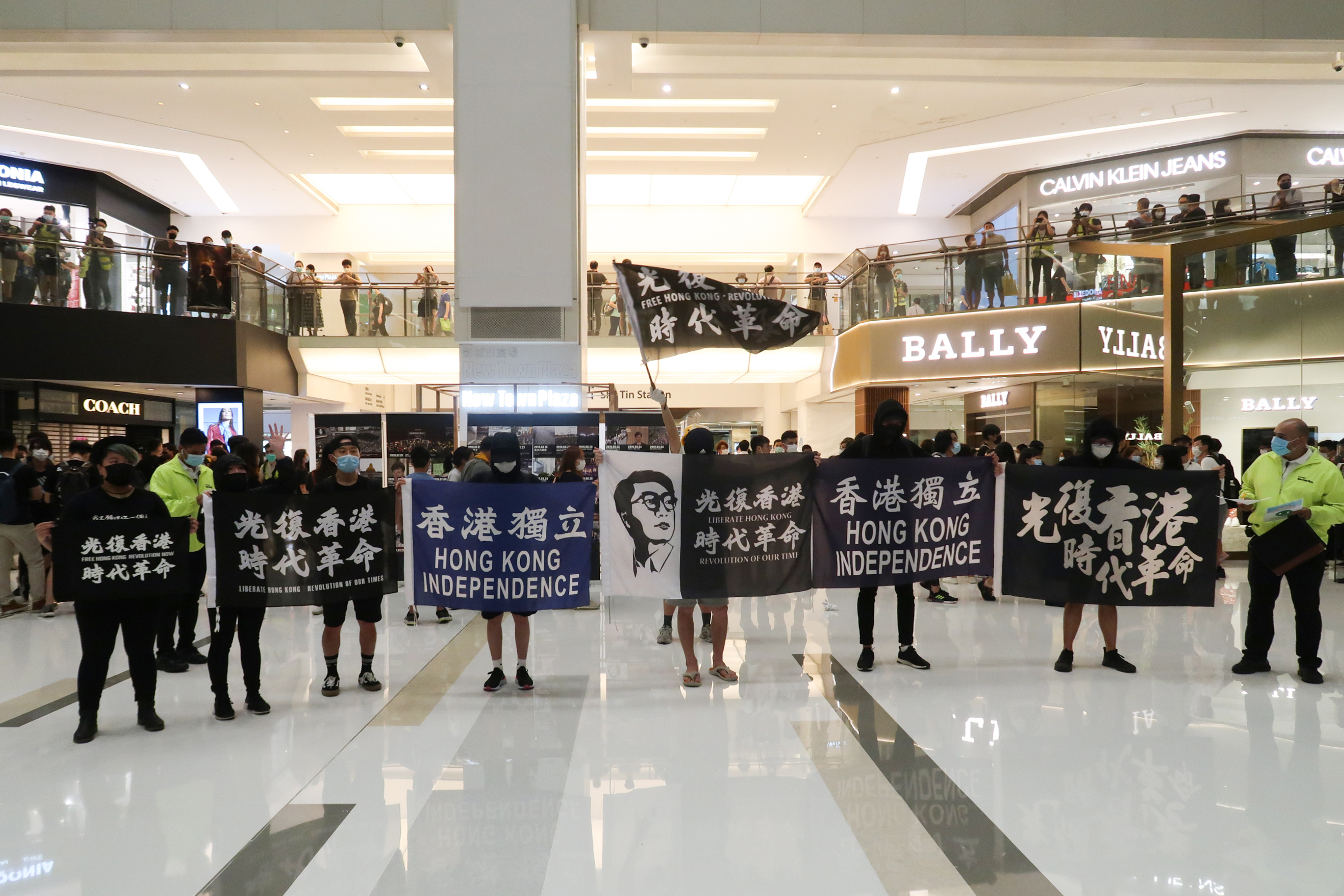
示威者手持光復香港和香港獨立旗，右方的南亞裔保安向其中一人派警告信
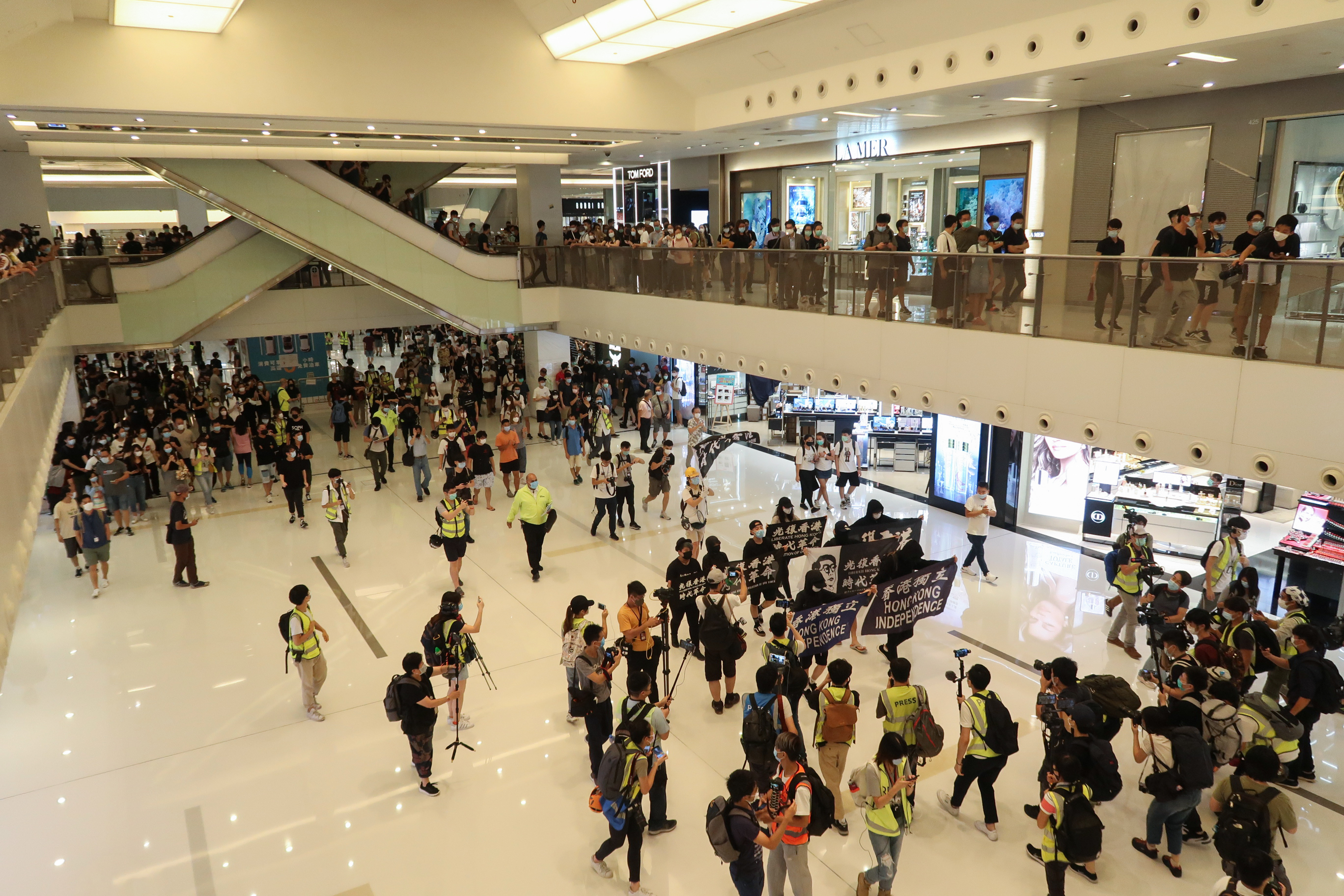
手持光復香港和香港獨立旗的人士到展覽廊通道
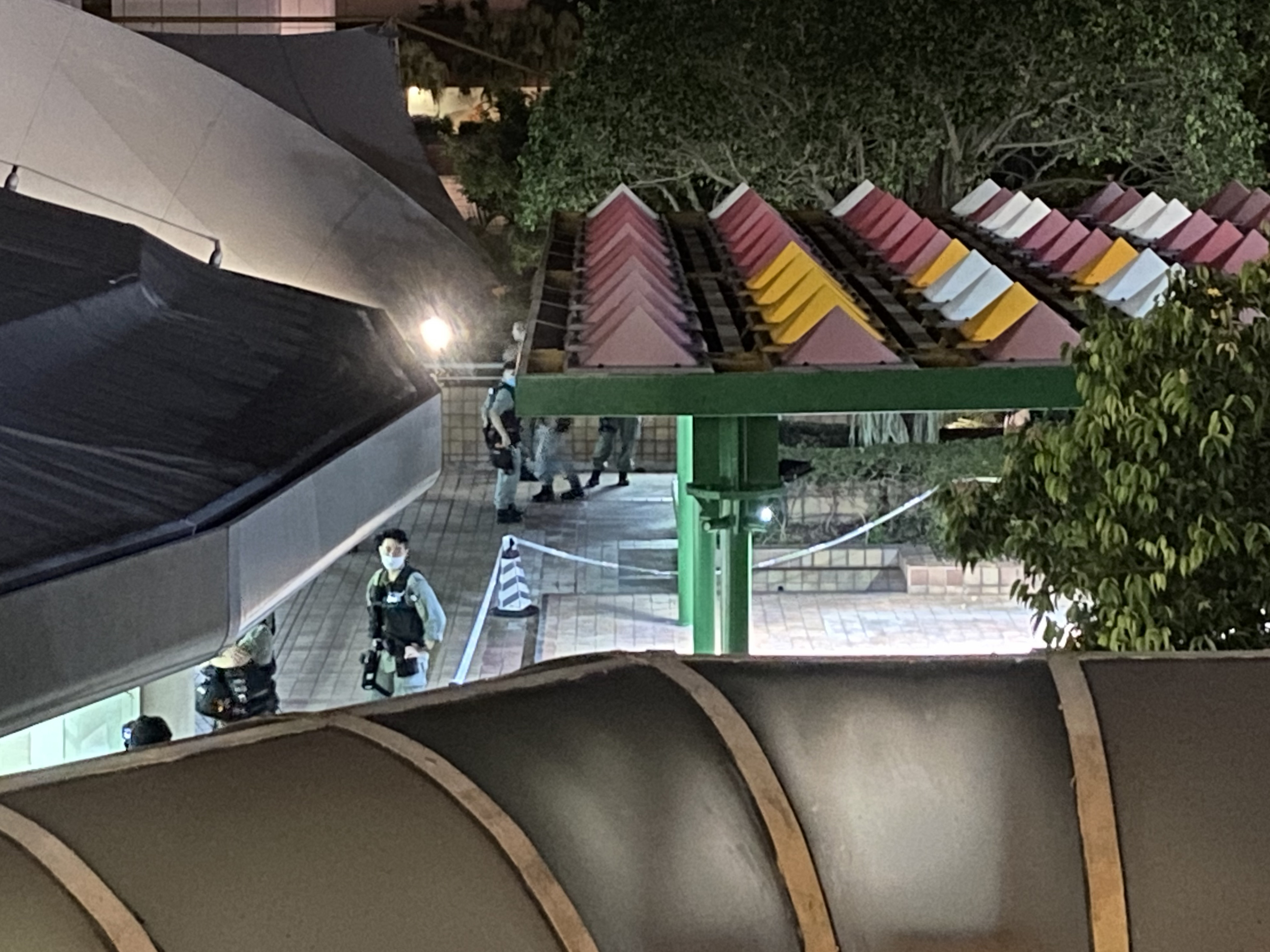
數名防暴警察在商場3樓平台截查市民
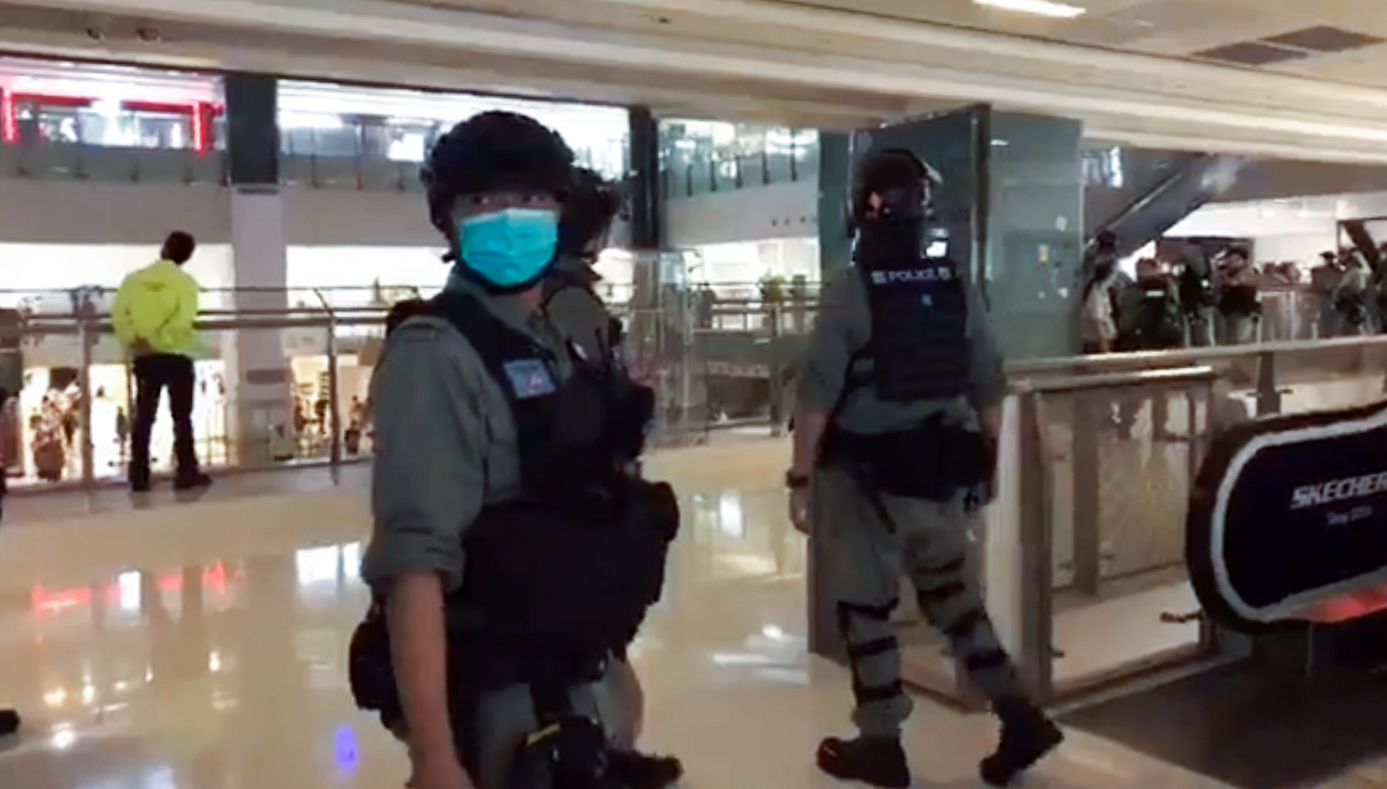
晚上10時40分，近50名防暴警察突然衝入商場，有數人被截查

### 石塘嘴
有市民於西寶城發起「6.12和你dinner」，有逾50名市民到場參與，活動歷時1小時後結束。而近南里及卑路乍街出口各有20名防暴警員及軍裝警員戒備。

### 元朗
元朗站地面有多名區議員舉行社區展覽，在場人士於8時正合唱《願榮光歸香港》。當唱第二次時，防暴警員於連儂牆位置拉起封鎖線，並以限聚令為由開咪警告，要求參與市民立即離開。3名元朗區議員，主席黃偉賢、李俊威及李頌慈被指違反限聚遭票控。黃偉賢向警員查問：「得7個人點犯限聚令？」，也指為何警員沒有作警告，但該名警員並沒有回答，繼續填寫限聚令告票。期間有正在進行直播的社區前線媒體記者離開封鎖線時，也被防暴警截停及票控。
及後，有乘搭扶手電梯市民指罵警方為黑警，抵達西鐵站後隨即被警員截停，指控二人「公眾地方行為不檢」，同一時間有其他警員把另一名黑衫男子拉到他們二人身旁，指三人違反限聚令。當市民要求拍下負責票控的警員的編號時，警員以極惡劣的態度拒絕，更表示：「影我啦！我冇編號嘅！」他們表示自己並沒有違反限聚令，不會繳交罰款。
到2021年4月24日，元朗區議會主席黃偉賢及區議員李俊威承認違反限聚令，各被罰款3000元。

### 屯門
屯門卓爾居外有抗爭歷史展覽，吸引不少市民聚集，到晚上8時，參與人士高叫口號及舉起手提電話唱《願榮光歸香港》等，警方曾舉藍旗並驅散。

### 其他地區
在荃灣，過百人在西樓角花園聚集，大批市民唱《榮光》。而大圍站對出也有抗爭歷史展覽，多名防暴警員在周邊戒備。

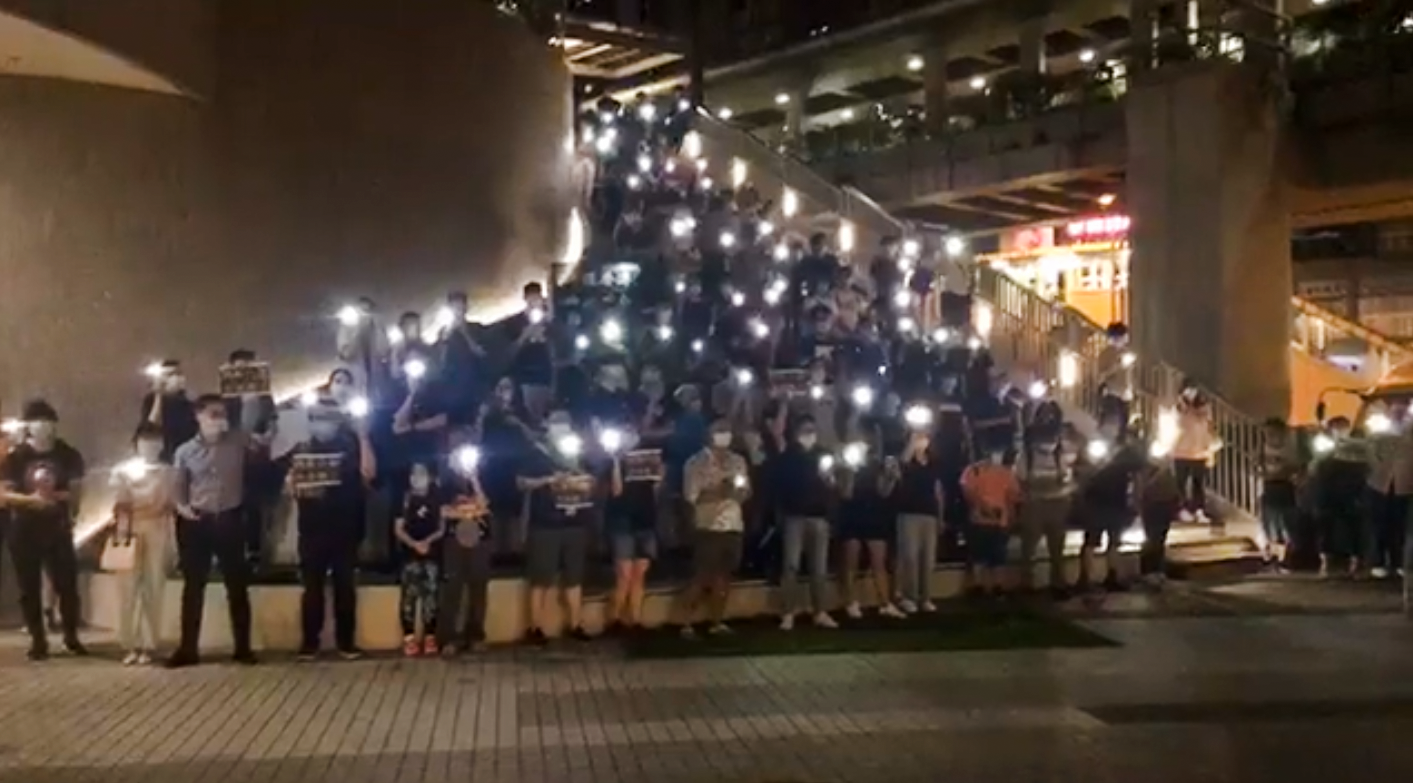
荃灣有過百人在西樓角花園聚集，亮起手機燈唱《願榮光歸香港》
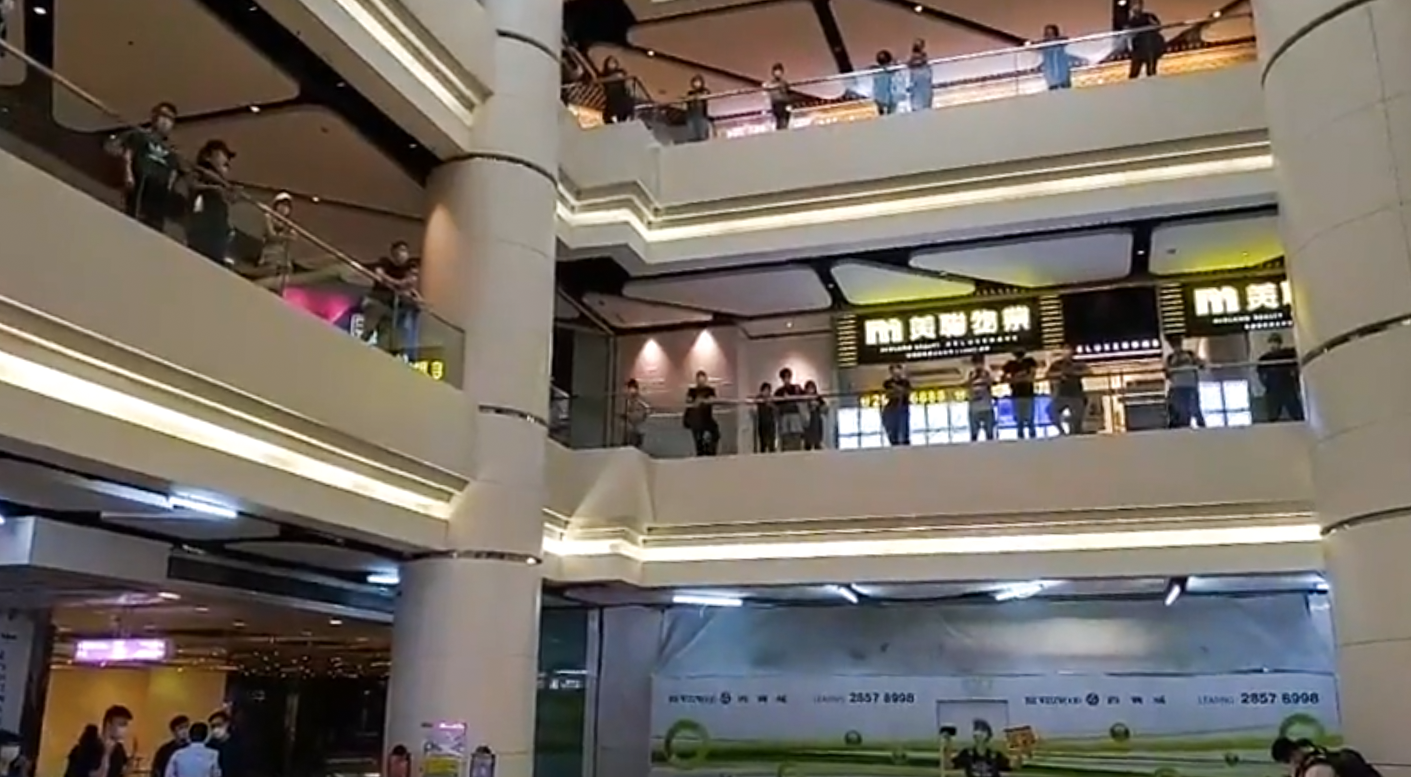
市民於西寶城發起「6.12和你dinner」
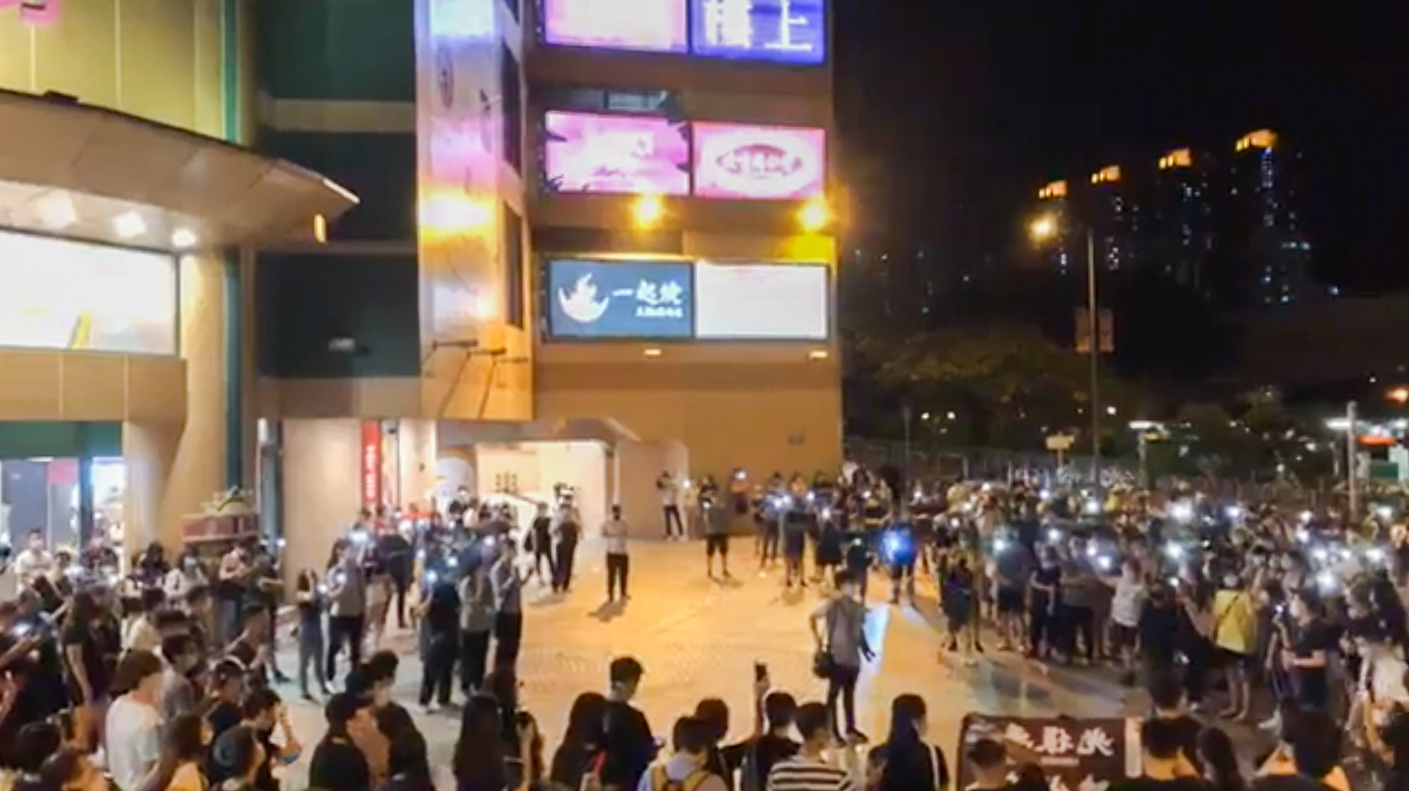
屯門卓爾居外的抗爭歷史展覽，吸引不少市民聚集
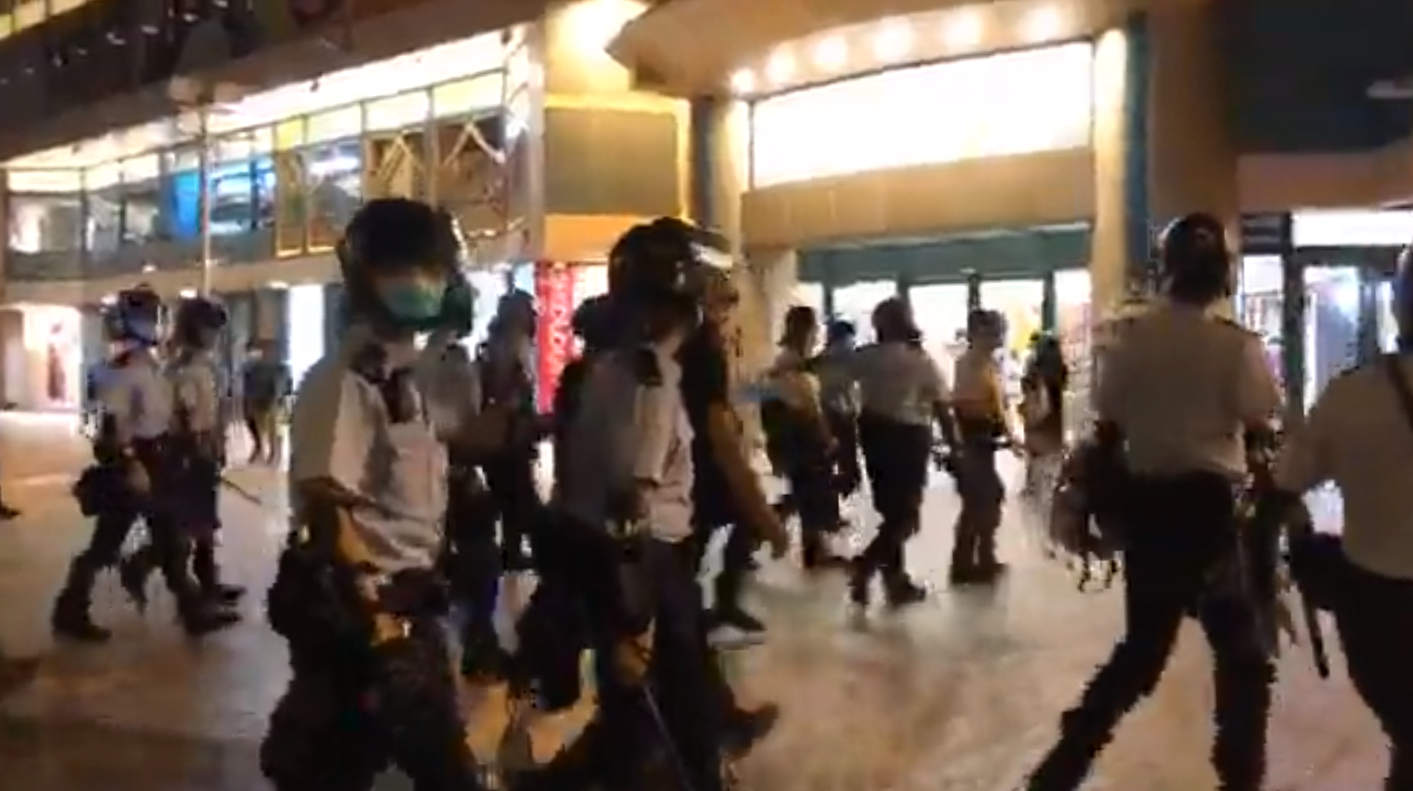
多名軍裝警員到卓爾居驅散

## 爭議

### 警員在銅鑼灣暴力壓頭跪頸拘捕少女
晚上8時許，防暴警員突然從東角道和駱克道包抄在場的市民，不少途人和擺街站人士被迫進入金百利商場。中學生行動籌備平台一名女成員當時正在收拾街站，準備和平離開時，被防暴警員以壓頭跪頸形式暴力拘捕。根據傳媒片段，被捕女成員並無掙扎。該處一名女中學生及大學男生也被無理拘捕。拘捕期間有警員向外籍記者大喊「Black Lives Matter」，反問「香港中學生嘅Lives係咪就唔Matter」。中學生行動籌備平台發言人鄭家朗批評警方是假慈悲，強烈譴責警方肆意濫捕年輕人。

### 觀塘斬人事件
6.12一周年當晚，有觀塘區議員在港鐵觀塘站附近空地設置街站，晚上民建聯前社區幹事鄺星宇行過挑釁，高叫「曱甴」及「警察加油」，引起市民不滿，上前與鄺星宇理論，雙方發生爭執，鄺星宇突亮出生果刀指嚇，被在場市民阻止，過程中一名男子右手虎口遭割傷送院。警方其後趕至將他制服，同時在其身上檢獲兩粒半「偉哥」，他涉嫌傷人、襲擊致造成實際身體傷害及管有第一部毒藥被捕。

#### 法庭提堂
2020年6月20日於觀塘裁判法院提堂，27歲被告鄺星宇被警方落案控以1項傷人罪、1項襲擊致造成實際身體傷害罪、以及1項管有第一部毒藥罪。控罪指，報稱地產經紀、27歲的被告鄺星宇於今年6月12日，在觀塘同仁街臨時公共小巴總站襲擊馮文傑，以及非法和惡意傷害馬富善。另被告被控於同日在觀塘警署接見室3號，管有毒藥表第一部所列的毒藥。
辯方透露被告罹患嚴重抑鬱病，有自殺和自殘傾向，亦曾向父母表示有輕生念頭。而被告於案發前，曾到過精神科中心。
被告暫時毋須答辯，控方指被告過往曾接受精神科治療，現有自毀傾向，並反對讓他擔保。裁判官遂把被告還押小欖精神病治療中心至6月29日，以待索取被告的精神科醫生報告。

### 自閉症男子路過銅鑼灣被捕
南區區議會田灣區議員袁嘉蔚表示，當日有一名約20多歲、患有自閉症的少年在黃金廣場外下巴士後，突然被警方被噴胡椒噴霧而受驚，之後以非法集結罪名被拘捕。男子被捕後送到律敦治醫院，之後保釋回家後，一直大喊「好痛！好痛！」。而拘留期間被警員多番以言語威嚇，如不滿他反應緩慢，引致被捕男子情緒不穩。袁嘉蔚斥責警方赤裸裸的濫捕，同時指出「精神上無行為能力人士」（MIP），被捕後應由「合適成人」陪同。